# Giangiacomo Feltrinelli
Giangiacomo Feltrinelli (Milán, 19 de junio de 1926 - Segrate, 14 de marzo de 1972), apodado Osvaldo, fue un editor, político y activista comunista italiano. En 1954 fundó la exitosa casa editorial Giangiacomo Feltrinelli Editore. Varios años después, ya en 1970, fue el fundador y el comandante del grupo guerrillero Gruppi d'Azione Partigiana (GAP). El GAP se convertiría -en orden cronológico- en la segunda organización terrorista en aparecer en Italia durante los denominados "Años de plomo" (Anni di piombo), aunque nunca alcanzaría el nivel de fama o de conocimiento público nacional que llegaron a poseer las Brigadas Rojas (Brigate Rosse).

## Primeros años
Feltrinelli nació en el seno de una de las familias más ricas y acomodadas de Italia, originaria de Feltre, habiendo sido el progenitor de la dinastía un tal Pietro da Feltre, cuyo título nobiliario se puede presumir fue el de marqués de Gargnano.
Su padre, Carlo Feltrinelli, fue presidente de varias sociedades entre las cuales se encontraban el Crédito Italiano y Edison, además de haber sido propietario de empresas como Bastogi, la sociedad de construcción Ferrobeton Span y la maderera Feltrinelli Legnami, empresa líder en el sector del comercio de madera con la entonces Unión Soviética.
A la muerte de su padre, acaecida en 1935, su madre, Gianna Elisa Gianzana Feltrinelli, se casó en segundas nupcias con Luigi Barzini, entonces famoso corresponsal del periódico Corriere della Sera. Durante la Segunda Guerra Mundial, la familia abandonó la villa Feltrinelli de Gargnano al norte del municipio de Saló, la cual se convertirá en residencia de Benito Mussolini, y se retiró a la villa La Cacciarella en Argentario.
Desde su juventud, Giangiacomo se comenzó a interesar por las condiciones de los trabajadores y de los pobres a partir de algunas discusiones que mantuvo con el personal que regentaba las propiedades de su familia. A partir de entonces llegó a creer que, bajo el capitalismo la vasta mayoría del pueblo nunca podría alcanzar los privilegios de los que él mismo gozaba, y que, por el contrario -tal como Karl Marx había denunciado-, debían limitarse a vender por un salario miserable su fuerza de trabajo a los industrialistas y terratenientes capitalistas.
En 1944 decidió enrolarse en el Comité de Liberación Nacional para así participar activamente en la lucha contra el fascista (un año antes, el dictador Benito Mussolini, que había sido rescatado de prisión por sus aliados nazis había fundado la República Social Italiana en el norte de Italia).
En 1948, en los primeros tiempos de la posguerra, comenzó a recolectar documentos sobre la evolución del movimiento obrero en Italia y la de las ideas del iluminismo hasta entonces, lo que daría origen a la biblioteca de uno de los principales institutos de investigaciones sobre la historia social de la capital lombarda de Milán. Así nacería la Biblioteca Feltrinelli, que luego daría paso a la Fundación del mismo nombre.

## Ingreso en el Partido Comunista
Durante la última etapa de la Segunda Guerra Mundial, Feltrinelli se había unido a los partisanos izquierdistas, liderados por el entonces ascendente Partido Comunista Italiano (PCI), quienes desarrollaban una guerra de guerrillas contra el poderoso ejército nazi (Wehrmacht) y contra las fuerzas remanentes del régimen de Benito Mussolini. Se trató de un pequeño paso antes de su ingreso formal en las filas del PCI. Durante los años siguientes, el burgués Giangiacomo desempeñaría un papel clave en la financiación de algunas de las actividades del Partido.
En el período de posguerra, el entonces poderoso PCI comenzaría a ganarse una posición cada vez más importante ante el electorado italiano, obteniendo como consecuencia de ello, cada vez más votos. Parte de esa popularidad se debía a que en el pasado, el Partido se había opuesto a las políticas implementadas por el fascismo mussoliniano, las cuales en gran parte habían sido las responsables de la penurias económicas experimentadas durante aquellos primeros años posteriores a la Segunda Guerra Mundial. No obstante, los principales dirigentes de esta agrupación política italiana aún se encontrarían durante bastante tiempo bajo la pesada herencia del fallecido líder soviético Iósif Stalin, antes de comenzar a aceptar gradualmente el deshielo de Jrushchov y las tesis eurocomunistas y policentristas de su dirigente Palmiro Togliatti. La influencia del PCI llegaría a ser tal que en las elecciones parlamentarias de junio de 1976 (tan sólo unos cuatro años después de la súbita muerte de Feltrinelli), incluso después de varios años de que el país experimentara el denominado Miracolo italiano, el Partido lograría obtener un 34% de los sufragios).
Por otro lado, dado el evidentemente alto grado de radicalización política que había tenido lugar en la sociedad italiana (por momentos entre el comunismo y el neo-fascismo, en lugar de la mucho más habitual oscilación entre la centro-izquierda y la centro derecha), le hubiese sido relativamente fácil y asequible al PCI en ciertas ocasiones embarcarse en una lucha relativamente pacífica (y gramsciana en pos de la toma gradual o paulatina del poder (proceso que sólo parecía estar limitado debido al compromiso histórico (compromesso storico) entre los demócratas cristianos y el PCI de Enrico Berlinguer).
A partir de su influencia (derivada de su gran donación o inyección de fondos al PCI), el Partido se involucró en varios gobiernos de coalición, hecho que lo vería compartiendo el poder -junto a otros pequeños partidos izquierdistas progresistas- junto a la Democrazia Cristiana. Pero esto incluso ya era demasiado para muchos anticomunistas italianos, quienes temían que un eventual gobierno del PCI derivaría en el intento por parte de éste de desencadenar una “revolución desde arriba”.

## Como editor
Hacia fines de 1954, Giangiacomo Feltrinelli fundó en Milán (región de Lombardía) la empresa editorial Feltrinelli Editore, que en pocos años lograría hacerse de cierto prestigio. El primer libro que publicaría sería una biografía del pandit Jawaharlal Nehru, el primer ministro indio que sería el sucesor del Mahatma Gandhi.
En 1956, Feltrinelli encargó al corresponsal italiano de Radio Moscú Sergio d'Angelo hacerse con el manuscrito de la novela Doctor Zhivago (Doktor Živago), escrita por el notable poeta soviético Borís Pasternak, y la publicaría a partir del 23 de noviembre de 1957 en una traducción al italiano realizada por Pietro Antonio Zveteremich. Con unas 150 000 copias vendidas para 1960, la obra se transformaría en un indudable éxito editorial. Ambientada en la Rusia prerrevolucionaria y revolucionaria (concretamente entre 1903 y 1943), abarca las vivencias y experiencias de sus personajes a través de las revoluciones de febrero y de octubre de 1917, así como durante los períodos leninista, estalinista y la Gran Guerra Patria (la invasión de la Unión Soviética por parte de los ejércitos nazis). Mientras que Feltrinelli vio una obra de arte en ella, el entonces líder soviético Nikita Jrushchov y los dirigentes del PCI vieron algo totalmente diferente y se negaron a permitir cualquier tipo de críticas hacia la Unión Soviética (Tan sólo basta recordar la frase del personaje Gordon, amigo de Zhivago: “Ha ocurrido muchas veces en la historia. Lo que había sido concebido [originalmente] como noble y alto, se ha convertido en tosca materia. Así, Grecia se ha convertido en Roma; así, el iluminismo ruso se han transformado en la revolución rusa”). La novela sería publicada en ruso y traducida al italiano y otros idiomas, a pesar de los torpes intentos del régimen soviético de impedir la publicación de la misma.
No obstante, Doctor Zhivago se transformaría en un inmediato éxito internacional, al que se sucederían varias adaptaciones cinematográficas que también se volverían populares. Como resultado de su desafío a la línea ortodoxa ideológica, Feltrinelli fue expulsado del todavía prosoviético PCI (todavía faltaban algunos años para que finalmente se impusiesen las tesis eurocomunistas de Enrico Berlinguer). Su entonces alejamiento estaría simbolizado por la pérdida de su carnet de miembro del Partido.
Feltrinelli Editore también daría otro temprano golpe editorial en 1958, al ser la primera en publicar El gatopardo, de Giuseppe Tomasi di Lampedusa. Descrita como una de las grandes novelas del siglo, ésta se centra en la nobleza siciliana durante la etapa histórica del Risorgimento, cuando la entonces clase media italiana se levantó violentamente y logró la unificación del país bajo el liderazgo de Giuseppe Garibaldi y de la Casa de Saboya.
No sólo publicaría novelas prohibidas dentro de la Unión Soviética, sino también otras que sufrían de censura como por ejemplo la “obscena” Trópico de cáncer del estadounidense Henry Miller. Al margen de sus propios gustos y hábitos de lectura, Feltrinelli siempre deseaba promover el avant-garde, incluyendo algunas obras del influyente círculo literario denominado “Grupo 63”.

## Activismo político
Giangiacomo Feltrinelli pasó los siguientes años viajando alrededor del mundo y estableciendo vínculos con algunos líderes izquierdistas radicales del Tercer Mundo, así como con movimientos guerrilleros que decían luchar contra el imperialismo estadounidense.
En 1964, Feltrinelli se encontró con el ya devenido comunista líder de la revolución cubana Fidel Castro, quien a su vez sería durante los años siguientes uno de los principales apoyos de los movimientos de liberación nacional en América Latina y en el continente africano (en particular, en Angola y Etiopía).
No sólo publicaría algunos escritos de Castro, con quien deseaba trabar una amistad personal, sino también con otros dirigentes comunistas como el guerrillero argentino-cubano Ernesto “Che” Guevara (como su conocido “Diario de guerrilla”) y el norvienamita Hồ Chí Minh. Además publicó una serie de panfletos sobre las revoluciones izquierdistas que estaban teniendo lugar en algunos países del Tercer Mundo, a veces como resultado del proceso de descolonización de las décadas de 1960 y 1970.
En 1967 tras realizar un viaje a la capital cubana de La Habana en busca de noticias sobre Ernesto “Che” Guevara, finalmente daría a conocer al mundo la célebre fotografía del mismo. La misma había sido tomada por el fotógrafo personal de Castro, Alberto Díaz Gutiérrez (más conocido por su seudónimo de Alberto Korda), durante una manifestación que tuvo lugar el 5 de marzo de 1960, tras la explosión del buque francés La Coubre en el puerto habanero. Ese mismo año de 1967, Feltrinelli llegó a Bolivia siguiendo los pasos de Guevara y allí logró encontrarse con el entonces agente izquierdista francés Régis Debray, que por entonces vivía en la clandestinidad. Debido a eso el propio Feltrinelli sería arrestado.

### Ideas políticas
Las ideas políticas de Giangiacomo Feltrinelli eran por momentos confusas y hasta contradictorias, pero es evidente que el marxismo y comunismo con el que había estado en contacto durante su juventud lo acompañarían durante el resto de su vida. Por otro lado, la guerrilla urbana marxista (y menos aún la rural) no parecía ser el medio más adecuado a desarrollar en Italia, la cual ya para esos años resultaba ser una sociedad capitalista avanzada. Por el contrario, las acciones emprendidas por ésta harían que la opinión pública finalmente rechazase a los elementos más radicalizados dentro del espectro político de las distintas corrientes izquierdistas del país e indirectamente podían contribuir a una merma en el caudal de votos hacia el propio PCI. Por el contrario, algunas acciones colectivas directas, como el eventual llamamiento a huelgas generales revolucionarias podrían haber tenido más efecto en el caso italiano en particular.

## Paso a la clandestinidad
El 12 de diciembre de 1969 tras haber escuchado por radio las noticias sobre el atentado de Piazza Fontana (del cual pronto se sospecharía que había sido realizado por terroristas neofascistas, Feltrinelli -que en ese momento se encontraba en una cabaña en las montañas- decidió regresar a Milán. Durante bastante tiempo había temido un intento de golpe de Estado por parte de las fuerzas políticas de extrema derecha. Posteriormente pasaría a la clandestinidad desde la que enviaría una carta a su editorial, a su Biblioteca y a su Fundación explicándoles los motivos que lo habían llevado a tomar esa determinación. Su nueva vida clandestina se debía en gran parte a las crecientes sospechas que pesaban sobre él respecto de su financiación de grupos de extrema izquierda y de sus contactos con Renato Curcio y Alberto Franceschini los fundadores de las comunistas Brigadas Rojas. En el contexto de ese enrarecido clima político, formaría personalmente parte en 1970 de la fundación de la pequeña organización guerrillera izquierdista Gruppi d'Azione Partigiana (GAP).

## Muerte
El 15 de marzo de 1972, Giangiacomo Feltrinelli fue encontrado muerto al pie de una columna de soporte de una línea de alta tensión, en la pequeña localidad de Segrate (en cercanías de Milán) aparentemente como resultado de los propios explosivos que estaba intentando instalar allí junto a otros pocos miembros de la GAP.
Por otra parte, al igual de lo que había sucedido previamente respecto del deceso de su padre, la muerte de Giangiacomo fue inmediatamente vista como sospechosa. Varios llegaron a creer que los propios servicios secretos italianos, los cuales tenían infiltrados a varios de sus agentes dentro de los grupos subterráneos, había tenido algo que ver con su fallecimiento. Todas estas sospechas fueron desmentidas en 1979 durante el proceso penal contra las Brigadas Rojas y la GAP, cuando los acusados - Renato Curcio, Giorgio Semeria, Augusto Viel y otros - leyeron el siguiente documento: Osvaldo no es una víctima, sino un revolucionario caído en combate. Él estaba involucrado en una operación de sabotaje de torres de alta tensión que iba a provocar un apagón en una amplia zona de Milán; con el fin de asegurar un mejor funcionamiento de los núcleos implicados en el ataque a varios objetivos. [...] Fue un error técnico cometido por él, es decir, la opción de usar relojes de baja fiabilidad transformados en temporizadores, subestimando los problemas de seguridad, para determinar el fatal accidente y el posterior fracaso de toda la operación.

## Epílogo
Unas 8.000 personas, varias de las cuales eran jóvenes y obreros, asistieron al funeral de Feltrinelli. Sin lugar a dudas, la mayoría de ellos le estaban rindiendo homenaje al hijo de la burguesía que había decidido “romper filas” con su propia clase social o las jerarquías y buscado la meta de la revolución comunista, además de haber creado o fundado una valiosa editorial que publicaba -a precios asequibles- obras que tanto informaban como ilustraban.

## Cita sobre Feltrinelli
“Feltrinelli actuó en perfecta buena fe y con un desinterés total, lo que merece el máximo respeto, su evolución política conspirativa terminó en el sacrificio personal de un hombre que creía en la inminencia de una reacción fascista en Italia”
Leo Valiani (periodista italiano)

“Él era el símbolo de todo lo que pasó en esos años [años del 68]. A diferencia de Francia, éramos un país de broma, con una disputa de broma y revolucionarios de broma. Y Feltrinelli fue el representante más cualificado. [...] Hemos resultó ser una mezcla de prevaricación y guitteria. La disputa francés tenía ante sí un Estado, la disputa italiana tenía en frente de la gelatina. Nos hubiera gustado tener un Estado! La disputa italiana simplemente copiar los franceses y sabes porque? Porque este es un país de monos, copiar de todo y casi siempre copiar lo que es malo.”
Indro Montanelli (periodista italiano)